# David Bohm
David Joseph Bohm (Wilkes-Barre, Pennsylvania, 1917. december 20. – London, 1992. október 27.) az Amerikai Egyesült Államokban született angol kvantumfizikus, akinek jelentős hozzájárulásai voltak az elméleti fizikához, a filozófiához, a neuropszichológiához és a Manhattan tervhez.

## Tanulmányai
Apja magyar, anyja litván származású emigráns volt. Magyar édesapja eredeti neve Böhm, de ezt Bohmra változtatták az angolszász kiejtés könnyítése miatt. Nagyobb részt édesapja mellett nőtt fel, aki egy bútorbolt tulajdonosa volt. Bohm a pennsylvaniai állami gimnáziumban járt és ott érettségizett 1939-ben. Ezután a California Institute of Technology egyetemre járt egy évig, azután csatlakozott egy elméleti fizikusi csoporthoz Robert Oppenheimer vezetése mellett a Kaliforniai Egyetemen, Berkeleyben, ahol doktori címet szerzett.
Bohm szomszédságában lakott Oppenheimer több tanítványa (Giovanni Rossi Lomanitz, Joseph Weinberg, Max Friedman), és velük nem csak a fizikában mélyültek el, hanem radikális politikában is. Bohm vonzódott az alternatív társadalmi modellekhez, mint a Young Communist League, a Konspiráció elleni egyetemi bizottság és a Béke mozgalom egyetemi bizottsága, amelyeket a későbbi Edgar Hoover vezette FBI kommunista szervezeteknek minősített.

## Hozzájárulás a Manhattan tervhez
A második világháború alatt a Manhattan terv számos Berkeley-beli fizikust mobilizált, hogy részt vegyen az első atombomba elkészítésében. Oppenheimer 1942-ben felkérte Bohmot, hogy vegyen részt a projektben, de a projekt vezetője, Leslie Groves tábornok nem engedélyezte biztonsági okokra, tekintettel korábbi politikai megnyilvánulásra a barátaival együtt.
Bohm Berkeley-ben maradt, ahol fizikát tanított egészen addig, amíg nem fejezte be PhD‑tanulmányait, kissé ironikus körülmények között. Peat szerint (lásd referenciák) a szórásos számításokat (protonok és deuteronok ütközésekor), ami a PhD‑témája volt, és amelyek hasznosnak bizonyultak a Manhattan tervben, azonnal titkosították. Biztonsági engedély nélkül Bohmot eltiltották saját munkája folytatásától. Nem védhette meg téziseit sem. Az egyetem megnyugtatására Oppenheimer igazolta, hogy Bohm sikeresen befejezte kutatásait. Később elméleti számításokat végzett a Y-12-nél a Calutrons részére Oak Ridge-ben, ahol az elektromágnesesen dúsított uránon dolgoztak, amelyet a hirosimai atombombánál alkalmaztak.

## Bohm elhagyja az USA-t
A világháború után segédprofesszor lett a Princetoni Egyetemen, ahol Albert Einsteinnel együtt dolgozott. 1949 májusában a McCarthyismus kezdetén az Amerika-ellenes ügyeket vizsgáló bizottság kihallgatásra rendelte be Bohmot a korábbi kommunistákhoz fűződő kapcsolatai miatt. Bohm megtagadta – ami egyébként jogában állt – hogy korábbi ismerősei, kollégái ellen hátrányt okozó vallomást tegyen. 1950-ben megvádolták azzal, hogy nem tett vallomást a Bizottság előtt és letartóztatták. 1951 májusában kiengedték, de a Princeton felfüggesztette. Kollégái mellette voltak, és Einstein is akarta munkatársának. Végül az egyetem nem újította meg a szerződését. Bohm ekkor Brazíliába ment, ahol a São Paulo-i egyetemen a fizika tanszéken dolgozott, később Haifába távozott a Technion-ba, majd Angliába (Birkbeck College, University of London)

## Kvantumelmélet és a Bohm-diffúzió
Bohmnak korábbi munkássága során számos jelentős hozzájárulása volt fizikához, különösen a kvantummechanika és a relativitáselmélet területeken. Berkeley-ben, mint doktorandusz, kidolgozott egy plazma elméletet és felfedezte azt az elektron jelenséget, amely Bohm-diffúzió néven vált ismertté.
Az első könyve, az 1951-ben megjelent Quantum Theory jó fogadtatást nyert, Einstein is elismerően nyugtázta.
Bohm nem volt megelégedve a kvantumelmélet ortodox megközelítésével, amelyet könyvében is leírt és elkezdte kidolgozni a saját megközelítését (Bohm interpretáció)- egy nem-lokális rejtett változós determinisztikus elméletet, amelynek jóslatai megegyeznek a nemdeterminisztikus kvantumelmélettel. Munkája és az EPR-érvelés vált a legfőbb motivációnak a John Bell egyenlőtlenséghez, melynek következményeit még mindig vizsgálják.

## Az Aharonov-Bohm effektus
Bohm 1955-ben Izraelbe ment, ahol két évet töltött a Technionnál Haifában. Itt találkozott későbbi feleségével, Saral-lal, aki fontos figurává vált az elméletei fejlesztésében. 1957-ben Bohm az Egyesült Királyságba költözött, ahol tudományos munkatársa lett az University of Bristol egyetemnek. 1959-ben Bohm és tanítványa, Yakir Aharonov felfedezték az Aharonov-Bohm effektust, amely megmutatja, hogyan befolyásolhatja a mágneses tér a tér egy részét, ahol a tér árnyékolva van, miközben vektor potenciálja nem tűnik el. Ez mutatta ki először, hogy a mágneses vektor potenciál - ezidáig egy matematikai fogalom - valóságos fizikai (kvantum) hatással bír.
1961-ben Bohm az elmélet fizika professzora lett a Birkbeck College Londonban, ahol az összegyűjtött munkái ma is találhatók.

## Az agy holonomikus modellje
Bohm az elméleti neuropszichológiai területén is tett néhány fontos hozzájárulást az agy működésének holonomikus modelljének kifejlesztésével. Karl Pribram stanfordi neurológussal együtt megalkották a Pribram elméletet, amely szerint az agy úgy működik, mint a hologram, kvantum matematikai elveknek és a hullám formák karakterisztikáinak megfelelően. Ezek a hullámformák hologramszerű szervezeteket alakítanak ki. Ezt az elméletet Bohm a Fourier-analízisre alapozta, amely egy matematikai módszer komplex hullámformák lebontására szinuszos összetevőkre. A Pribram és Bohm által kifejlesztett modellben egy lencse pozicionálja a látást, hasonlóan a napfény által generált strukturált, a szivárványnál tapasztalt prizmatikus hatáshoz. Ez a látásmód teljesen más, mint a konvencionális „objektív valóság” modell. Pribram azt vallotta, hogy ha a pszichológia azt jelenti, miképp értjük meg a világot a jelenségei alapján, akkor arra úgy kell tekinteni, ahogy a fizikus Bohm gondolta.

## Gondolat/gondolkodás, mint rendszer
Bohm érdeklődését felkeltette nemcsak az emberek és a természet közötti egyensúly felbomlásának folyamata, hanem az emberek közötti feszültségek, diszharmóniák is.

„Egyesek csodálkoznak, mi is történik az emberiséggel. A technológia rohamléptekkel fejlődik vagy az élelemért vagy a pusztításért” Felteszi a kérdést: Mi a forrása ezen bajoknak? Írja: A forrás alapvetően a gondolkodás. Sokan azt gondolhatják, hogy ez bolondság, mivel pont a gondolkodás az az eszköz, amellyel megoldhatjuk a problémáinkat. Ez része a tradícióinknak. Mégis ez úgy tűnik, mintha azzal oldanánk meg a problémákat, ami forrása a problémáinknak. Ez ahhoz hasonló, mint ha elmennék az orvoshoz és az beteggé tenne minket. Valójában az orvosi esetek 20%-ban ez történik. Azonban a gondolat esetében ez jóval több, mint 20%.

Bohm a könyvében (Thought as a System: Gondolkodás, mint rendszer) fejtette ki véleményét a gondolkodásról:

„…amit én értek a „gondolkodáson”, az egy része egy folyamatnak. Lényeges, hogy ne törjük részekre a gondolatot, a testet, a társadalmat.., mert ez mind egy folyamat része. Valakinek a gondolata az enyémmé válhat és vice versa. Ezért félrevezető lenne felaprózni: az én gondolatom, a te gondolatod, az én érzésem, a te érzésed, stb. Azt gondolom, hogy a gondolkodás egy rendszer része. A rendszer egymással összekapcsolt dolgok halmazát jelenti. Ahogy manapság az emberek használják ezt a szót, az azt jelenti, mintha a gondolat (gondolkodás) egy teljesen független dolog lenne, aminek nincs kapcsolata mással és csak az adott embertől függ. Egy vállalat is rendszerként működik: ilyen részleg, olyan részleg, stb. Külön az egyes részlegeknek nincs értelmük, csak együtt képesek működni. A test is egy rendszer. A társadalom is egy rendszer bizonyos értelemben. Hasonlóképpen a gondolkodás, a gondolat is az….”

## Bohm dialógusa
Kései éveiben Bohm szociális problémákkal is foglalkozott; írt egy megoldást, ami „Bohm dialógusa” néven vált ismertté, amelyben megállapítja, hogy a kommunikáció legfontosabb előfeltételei a szabad tér és az egyenlő státusz, továbbá a különböző vélemények elfogadása. Azt gondolta, hogy ha ezek a dialógus csoportok megfelelően széles rétegekben elfogadottá válnak, akkor ezek segíthetnek felülkerekedni az társadalmi elszigeteltségen és fregmentálódáson.

## Nyugdíjas évek
Bohm nyugdíjas éveiben is folytatta a kvantumfizikai munkásságát. Utolsó műve, amely a halála után jelent meg, a The Undivided Universe: A kvantumelmélet egy ontológiai interpretációja (1993), amelyet Basil Hiley-vel folytatott évtizedes együttműködése eredményeként írt meg. Több előadást is tartott, ahol mindig kihangsúlyozta a dialógus fontosságát, mint a szocioterápia részét, amely koncepciót egy londoni pszichiátertől vett át. Többször találkozott a Dalai lámával. 1990-ben a Royal Society tagjává választották. Élete vége felé visszatért a depressziója, amitől már korábban is szenvedett. 1991 májusától a londoni Maudsley kórházban kezelték. Állapota rosszabbodott, ezért elektrosokk terápiával próbálkoztak. Ettől javult az állapota és elhagyta a kórházat; visszatérő depresszióját gyógyszeres kezeléssel enyhítették. 
David Bohm szívroham következtében hunyt el Hendonban (London) 1992. október 27-én, 74 éves korában. Egy londoni taxiban utazott, és miután a sofőr nem kapott választ utasától, hátranézett és ott találta a halott Bohmot. David Bohmot széles körben elismerték, mint minden idők egyik legjobb fizikusát.

## Publikációk
- 1951. Quantum Theory, New York: Prentice Hall. 1989 reprint, New York: Dover, ISBN 0-486-65969-0
- 1957. Causality and Chance in Modern Physics, 1961 Harper edition reprinted in 1980 by Philadelphia: U of Pennsylvania Press, ISBN 0-8122-1002-6
- 1962. Quanta and Reality, A Symposium, with N. R. Hanson and Mary B. Hesse, from a BBC program published by the American Research Council
- 1965. The Special Theory of Relativity, New York: W.A. Benjamin.
- 1980. Wholeness and the Implicate Order, London: Routledge, ISBN 0-7100-0971-2, 1983 Ark paperback: ISBN 0-7448-0000-5, 2002 paperback: ISBN 0-415-28979-3
- 1985. Unfolding Meaning: A weekend of dialogue with David Bohm (Donald Factor, editor), Gloucestershire: Foundation House, ISBN 0-948325-00-3,
- 1987. Ark paperback: ISBN 0-7448-0064-1, 1996 Routledge paperback: ISBN 0-415-13638-5
- 1985. The Ending of Time, with Jiddu Krishnamurti, San Francisco, CA: Harper, ISBN 0-06-064796-5.
- 1987. Science, Order and Creativity, with F. David Peat. London: Routledge. 2nd ed. 2000. ISBN 0-415-17182-2.
- 1991. Changing Consciousness: Exploring the Hidden Source of the Social, Political and Environmental Crises Facing our World (a dialogue of words and images), coauthor Mark Edwards, Harper San Francisco, ISBN 0-06-250072-4
- 1992. Thought as a System (transcript of seminar held in Ojai, California, from 30 November to 2 December 1990), London: Routledge. ISBN 0-415-11980-4
- 1993. The Undivided Universe: An ontological interpretation of quantum theory, with B.J. Hiley, London: Routledge, ISBN 0-415-12185-X (final work)
- 1996. On Dialogue. editor Lee Nichol. London: Routledge, hardcover: ISBN 0-415-14911-8, paperback: ISBN 0-415-14912-6, 2004 edition: ISBN 0-415-33641-4
- 1998. On Creativity, editor Lee Nichol. London: Routledge, hardcover: ISBN 0-415-17395-7, paperback: ISBN 0-415-17396-5, 2004 edition: ISBN 0-415-33640-6
- 1999. Limits of Thought: Discussions, with Jiddu Krishnamurti, London: Routledge, ISBN 0-415-19398-2.
- 1999. Bohm-Biederman Correspondence: Creativity and Science, with Charles Biederman. editor Paavo Pylkkänen. ISBN 0-415-16225-4.
- 2002. The Essential David Bohm. editor Lee Nichol. London: Routledge, ISBN 0-415-26174-0. preface by the Dalai Lama

## Magyarul
- A dialógusról; ford., szerk. Ruzsa Ágota; SoL Intézet, Bp., 2011 (Dialogos füzetek)
- Okság és véletlenség a modern fizikában; bev. Louis de Broglie, ford. Szalai Sándor; Gondolat, Bp., 1960 (Studium könyvek)

## Fordítás
- Ez a szócikk részben vagy egészben  a   David Bohm című angol Wikipédia-szócikk ezen változatának fordításán alapul.  Az eredeti cikk szerkesztőit annak laptörténete sorolja fel. Ez a jelzés csupán a megfogalmazás eredetét és a szerzői jogokat jelzi, nem szolgál a cikkben szereplő információk forrásmegjelöléseként.

1. ↑  https://www.fi.edu/en/laureates/david-bohm